# 20 e Poucos Anos
"20 e Poucos Anos" é uma canção composta e gravada por Fábio Júnior no álbum de mesmo nome lançado em 1979. No ano seguinte foi lançada como single em um compacto simples junto com "Esses Moços (Pobres Moços)", alcançando grande sucesso. Em 2010 Fábio Jr. gravou uma nova versão da canção em parceria com seu filho Fiuk para o especial de fim de ano Tal Filho, Tal Pai. Esse dueto foi lançado como single no ano seguinte. Foi regravada por diversos artistas como Sandra de Sá, Filipe Catto, Larissa Manoela, Raimundos entre outros. Segundo o cantor, a canção foi composta na época em que ele estava se separando da primeira esposa.
Fez parte da trilha sonora das telenovelas Água Viva e Os Dias Eram Assim, da Rede Globo.

## Vídeo musical
O videoclipe da canção foi exibido no programa Fantástico da Rede Globo em 4 de novembro de 1979. Nele, Fabio Jr. é visto cantando e observando uma mulher nadar em uma espécie de aquário. 

## Faixas e formatos
"Esses Moços (Pobres Moços) / 20 E Poucos Anos". Vinil, 7 (RGE 301.0239)
Lado A
| N.º | Título                       | Duração |  |
| 1.  | "Esses Moços (Pobres Moços)" | 2:55    |  |

Lado B
| N.º | Título             | Duração |  |
| 1.  | "20 e Poucos Anos" | 3:50    |  |

## Versão de Raimundos
Em 2000, a pedido da MTV Brasil, a banda Raimundos regravou a canção em uma nova roupagem para a abertura da série de mesmo nome do canal.. Essa versão foi incluída como faixa bônus no álbum MTV ao Vivo e posteriormente lançada como o segundo single do mesmo, se tornando um grande sucesso.

### Sobre
Em meados de 2000 foi encomendada à banda uma nova versão da música para servir de tema de abertura de um novo programa da MTV Brasil. A emissora buscava um artista que fosse popular entre os jovens e ao mesmo tempo pudesse modernizar a canção. O guitarrista Digão afirmou que inicialmente a banda relutou em regrava-la, mas passou a gostar da ideia conforme a música foi tomando uma outra direção durante os ensaios. Segundo o baixista Canisso, a banda resolveu usar somente o esqueleto da canção original (letra e melodia) e modificar todo o resto como andamento e arranjos, colocando sua própria identidade na versão.

### Lançamento e recepção
Logo após a estreia do programa, a nova versão da música foi elogiada pela imprensa e por Fábio Júnior. Foi executada ao vivo pela primeira vez no dia 10 de agosto de 2000, durante o show de abertura do Video Music Brasil. Acabou incluída como faixa bônus nos dois volumes do álbum MTV ao Vivo, sendo a única inédita e gravada em estúdio do disco. Em outubro foi enviada as rádios como o segundo single do álbum e rapidamente estourou, chegando ao primeiro lugar de algumas paradas de pop/rock em pouco mais de 1 mês. Permaneceu cerca de 3 meses entre as mais tocadas do gênero e foi considerada uma das grandes músicas do ano. Se tornou um dos maiores hits da grupo, fazendo parte do repertório até os dias hoje.
Em entrevista após sua saída da banda, o ex-vocalista Rodolfo Abrantes disse que a letra da canção o "tocou profundamente" e o ajudou a refletir sobre sua decisão.

### Videoclipe
Dirigido por Rodrigo Carelli e Gisele Matta, o videoclipe da canção mistura imagens da apresentação no Video Music Brasil com cenas do seriado 20 e Poucos Anos. Chegou a ficar entre os 10 mais votados do programa Top 20 Brasil da MTV, permanecendo por quase 2 meses na parada.

### Prêmios e Indicações
Premio Revista Showbizz - Melhores de 2000
| Ano  | Recipiente       | Categoria                | Resultado |
| ---- | ---------------- | ------------------------ | --------- |
| 2001 | 20 e Poucos Anos | Música do Ano - Nacional | Venceu    |